# Lhota u Olešnice
Pour les articles homonymes, voir Olešnice et Lhota.
Lhota u Olešnice (en allemand : Lhotta) est une commune du district de Blansko, dans la région de Moravie-du-Sud, en Tchéquie. Sa population s'élevait à 44 habitants en 2020.

## Géographie
Lhota u Olešnice se trouve à 3 km au sud-ouest d'Olešnice, à 28 km au nord-ouest de Blansko, à 42 km au nord-nord-est de Brno et à 153 km à l'est-sud-est de Prague.
La commune est limitée par Rovečné au nord-ouest, par Olešnice au nord-est, par Křtěnov à l'est, par Prosetín au sud, et par Věstín à l'ouest.

## Histoire
La première mention écrite de la localité date de 1349.